# Jan Evangelista Špirk
Jan Evangelista Špirk (29. prosince 1821 Třebíč – 18. ledna 1904 Tuřany) byl český kněz.
V roce 1945 po něm byla pojmenována Špirkova ulice v Brně-Tuřanech.

## Biografie
Narodil se v roce 1821 v Třebíči, následně pak byl v roce 1847 v Brně vysvěcen na kněze. Postupně působil jako kněz v několika místech na Moravě, posléze pak byl v dubnu 1853 ustanoven jako starší kaplan v Tuřanech, kde se zprvu zasloužil o zvětšení místního hřbitova a o postavení hřbitovní kaple. V roce 1868, po smrti otce P. Vondráka, byl uveden do farářského úřadu v Tuřanech. Kolem roku 1883 začal shánět investory pro rozšíření tuřanského poutního areálu, samotná stavba začala v roce 1888, dokončena pak byla v roce 1891. Upravena byla fasáda kostela, přistavěna sakristie a nově věže. Roku 1898 byl papežem Lvem XIII. jmenován papežským komořím a v roce 1905 mu byl propůjčen rytířský kříž Řádu Františka Josefa a Zlatý záslužný kříž s korunou.